# Епихов, Виктор Александрович
Виктор Александрович Епихов (1933—1998) — селекционер овощных бобовых культур, доктор сельскохозяйственных наук.

## Биография
Родился 25 января 1933 года в селе Очаково Кунцевского района Московской области в семье рабочих.
Окончил агрономический факультет МСХА им. К. А. Тимирязева (1957), некоторое время работал старшим агрономом колхоза им. Дзержинского Московской области.
С марта 1958 года – в Московском отделении Всесоюзного НИИ растениеводства им. Н.И. Вавилова: старший лаборант, затем младший научный сотрудник.
В 1966 году защитил кандидатскую диссертацию на тему: «Агробиологическое и химико-технологическое изучение сортов мировой коллекции овощного лущильного гороха».
С ноября 1966 по 1972 год учёный секретарь Отделения растениеводства и селекции ВАСХНИЛ.
С 1972 года во Всесоюзном НИИ селекции и семеноводства овощных культур: ученый секретарь, с 1977 года — заведующий лабораторией селекции и семеноводства овощных бобовых культур. С 1984 по 1989 год одновременно заместитель директора института по научной работе и руководитель селекционного центра по овощным культурам Нечернозёмной зоны РСФСР.
Защитил докторскую диссертацию на тему «Научное обоснование использования потенциала межсортовой гибридизации в селекции овощного гороха».
Под его руководством созданы высокопродуктивные сорта, пригодные для механизированной уборки:
- гороха овощного (Вера — раннеспелый сорт, Совинтер 1, Фрагмент — первый российский мелкосемянный сорт с замедленным переходом сахаров в крахмал и устойчивый к дефициту влаги, Виола, Изумруд, Тропар, Сахарный 2);
- фасоли овощной (Рант, Секунда);
- бобов овощных — Велена (сахарный сорт со светлыми семенами).

Автор методических указаний по селекции и семеноводству овощных бобовых культур.
Опубликовал более 60 научных работ.
Трагически погиб 26 июня 1998 года в автомобильной катастрофе.